# 準線形効用関数
準線形効用関数（じゅんせんけいこうようかんすう、英: The quasi-linear utility）とは、1つの財について線形でその他の財について厳密に上に凸である効用関数のこと。

## 概要
一般的な準線形効用関数は以下のように書ける:164。
{\displaystyle u(x_{1},x_{2},\ldots ,x_{n})=x_{1}+\theta (x_{2},\ldots ,x_{n})}
ただし{\displaystyle \theta }は厳密に上に凸な関数である。{\displaystyle x_{1}}は通常はニュメレールとなる。このとき、効用最大化問題を解いて得られる需要関数{\displaystyle x_{2},\ldots ,x_{n}}は所得に依存しない（つまり所得効果がない）。
効用関数が準線形なとき、補償変分（CV）と等価変分（EV）と消費者余剰が等しくなる。メカニズムデザインでは、準線形効用関数を仮定することで経済主体がサイド・ペイメントで互いに補償し合える状況を考えることができる。

## 2財の例

### 一般形
以下のような効用関数を考える。
{\displaystyle u(x,y)=x+\theta (y)}
これは、{\displaystyle \theta }が厳密に上に凸な関数であるとき準線形効用関数となる。予算制約式{\displaystyle I=p_{x}x+p_{y}y}の下で効用最大化問題を解くと、財yへの需要関数は
{\displaystyle \theta ^{\prime }(y)=p_{y}}
の解として定義できる。ただし{\displaystyle p_{y}}は財yの価格である。これをyについて解くと
{\displaystyle y(p,I)=(\theta ^{\prime })^{-1}(p_{y}),}
が得られ、所得水準Iに依存しないことがわかる。間接効用関数は
{\displaystyle v(p,I)=v(p)+I,}
のように書ける。これはゴーマン極形型と解釈できる:154, 169。

### 具体例
以下のような準線形効用関数を考える。
{\displaystyle u\left(x,y\right)=x+{\sqrt {y}}}
予算制約式{\displaystyle I=p_{x}x+p_{y}y}の下で効用最大化問題を解くと、財xと財yの需要関数はそれぞれ
{\displaystyle x={\frac {I}{p_{x}}}-{\frac {1}{4}}{\frac {p_{x}}{p_{y}}}}
{\displaystyle y={\frac {1}{4}}\left({\frac {p_{x}}{p_{y}}}\right)^{2}}
となる。財yへの需要が所得水準Iに依存していないことがわかる。これらを効用関数に代入すると、以下のような間接効用関数が得られる。
{\displaystyle v={\frac {I}{p_{x}}}+{\frac {1}{4}}{\frac {p_{x}}{p_{y}}}}

## 二次の副効用関数
ニュメレール財{\displaystyle x_{0}}以外の財が連続体（英: continuum）上に複数のバラエティ{\displaystyle \omega }を持ち、バラエティ{\displaystyle \omega }の消費から得られる効用が二次の副効用関数として書ける準線形効用関数もある。
{\displaystyle u=x_{0}+\alpha \int _{\omega \in \Omega }x(\omega )d\omega +{\frac {\beta -\gamma }{2}}\int _{\omega \in \Omega }x(\omega )^{2}d\omega -{\frac {\gamma }{2}}\left(\int _{\omega \in \Omega }x(\omega )d\omega \right)^{2}}
ただし、{\displaystyle \Omega }はバラエティの集合で、{\displaystyle \alpha >0}と{\displaystyle \beta >\gamma }はパラメーターである。予算制約式{\displaystyle I=p_{0}x_{0}+\int _{\omega \in \Omega }p(\omega )x(\omega )d\omega }の下で効用最大化問題を解くと、個々のバラエティ{\displaystyle \omega }の需要関数は所得水準Iに依存しない関数となる。